# ا پرینیو
ا پرینیو (به اسپانیایی: O Porriño) یک شهرستان در اسپانیا است که در استان پنتبدرا واقع شده‌است.

## خصوصیات
ا پرینیو ۶۲ کیلومترمربع مساحت و ۱۶٬۵۷۶ نفر جمعیت دارد و ۱۰۹ متر بالاتر از سطح دریا واقع شده‌است.